# (772) Танета
(772) Танета (лат. Tanete) — крупный астероид главного пояса, принадлежащий к тёмному спектральному классу C. Он был открыт 19 декабря 1913 года немецким астрономом Адамом Массингером в Гейдельбергской обсерватории и назван в честь одноимённого города, расположенного на юго-западной оконечности индонезийского острова Сулавеси.

Орбита астероида Танета и его положение в Солнечной системе
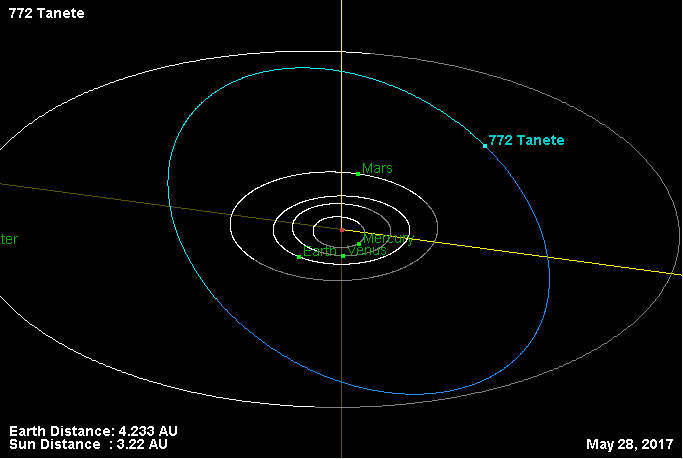
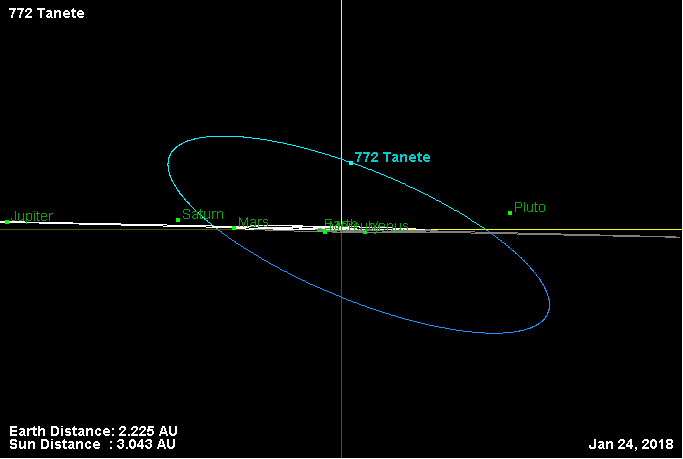